# Paceřice
Paceřice (německy Patzerschitz) jsou obec v okrese Liberec, nacházející se mezi Turnovem a Hodkovicemi nad Mohelkou, hned vedle 40. kilometru silnice I/35. Žije zde 371 obyvatel.

## Historie
První písemná zmínka o obci pochází z roku 1543. Nejprve byla obec pojmenována Paczierzicze, později Pačeřice, v současnosti Paceřice. Významnější rozvoj obce začal po roce 1820, kdy kníže Karel Alain Rohan zakoupil po útěku z Francie bývalé Valdštejnské panství a začal v kraji budovat rodinné sídlo (viz zámek Sychrov). V obci jsou překvapivě zachována některá roubená stavení, která mají původní historický vzhled.

## Pamětihodnosti

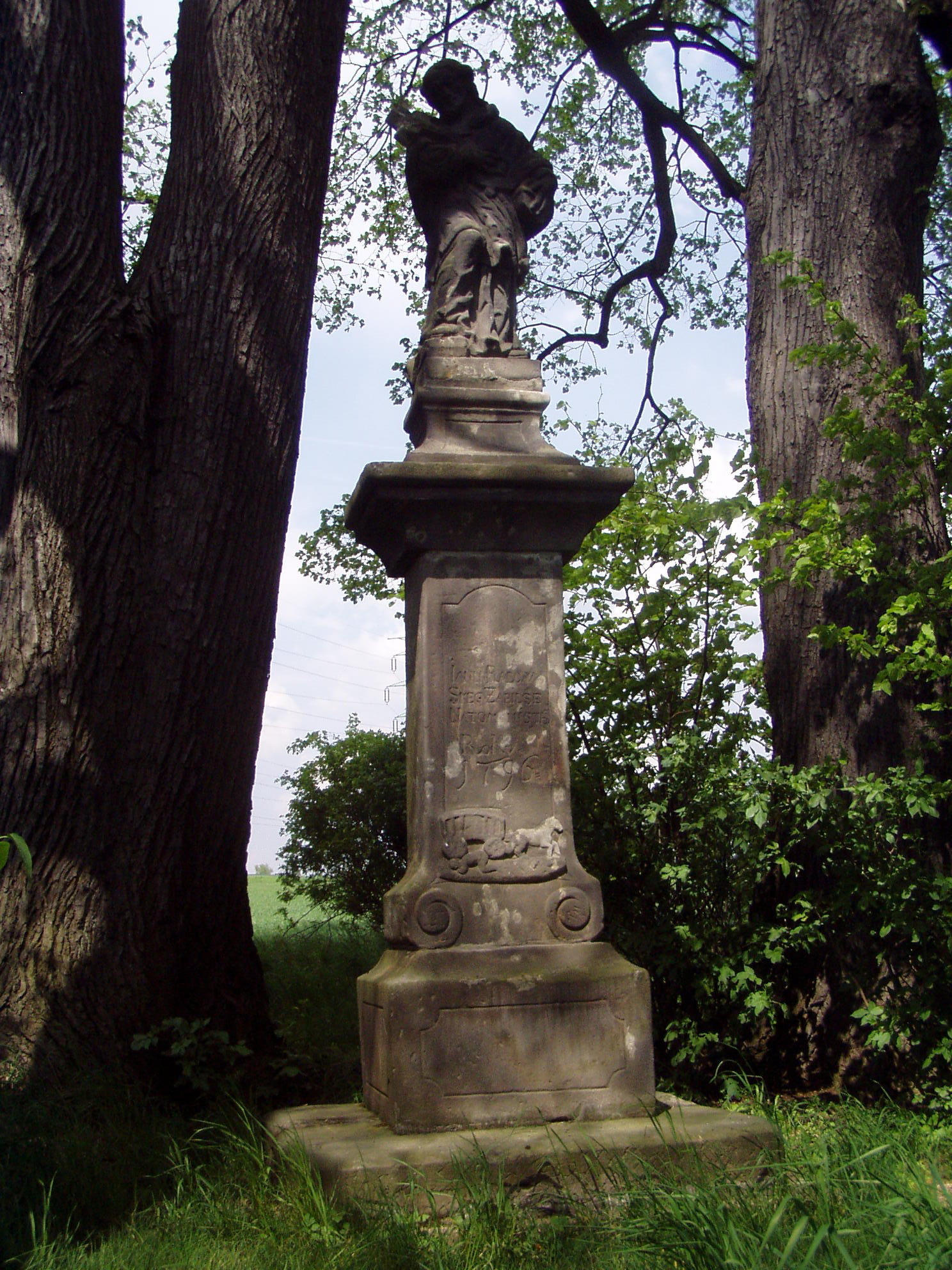
Socha Jana Nepomuckého z roku 1796

- Socha svatého Jana Nepomuckého z roku 1796 na místě bývalé cesty z Turnova na Liberec v místě smrti formana pod koly svého vozu. Pětice vzrostlých lip okolo sochy je chráněna jako památné stromy.[4]

## Části obce
Celá obec představuje jedno katastrální území Paceřice a dělí se do dvou částí:
- Paceřice (ZSJ Paceřice a Studnice)
- Husa

K obci přináleží též dvě drobné osady Kozice a Stádlo, které nemají status ani části obce, ani ZSJ.

## Významní rodáci
- Oldřich Hujer (1880–1942), lingvista a indoevropeista
- Otakar Bradáč (1874-1924), český hudební skladatel
- Ladislav Bradáč (1870-1897), český hudební skladatel
- Jaroslav Bradáč (1876-1938), český učitel a hudební skladatel